# Christian Gottfried Daniel Nees von Esenbeck
Pour les articles homonymes, voir Nees von Esenbeck.
Christian Gottfried Daniel Nees von Esenbeck est un botaniste et un zoologiste allemand, né le 14 février 1776 à Reichelsheim, un petit village d'Odenwaldkreis dans le sud de la province de Hesse, mort le 16 mars 1858 à Breslau (aujourd'hui Wrocław en Pologne).

## Carrière
Après son doctorat de médecine en 1800, il enseigne la botanique à l'université d'Erlangen en 1818, puis à Bonn en 1819, et à Berlin en 1848. Il dirige le Jardin botanique d'Erlangen puis fonde et dirige celui de Bonn (de 1818 à 1830).  En 1816, il rejoint l'Académie Leopoldina, l'une des plus prestigieuses sociétés savantes d'Europe. En 1818, il devient président de l'Académie Leopoldina, fonction qu'il conserve jusqu'à sa mort.
Il est notamment l'auteur de Handbuch der Botanik (deux volumes, 1820-1822), Bryologia Germanica (deux volumes, 1823-1831), Naturgeschichte der europaïschen Lebermoose (quatre volumes, 1833-1838) et Hymenopterorum Ichneumonibus affnium, Monographiae, genera Europaea et species illustrantes (deux volumes, 1834).
Il étudie particulièrement les algues d'eaux douces et les champignons. Il possédait également une importante collection d’insectes.
En 1848, il s'implique dans la vie politique de son pays. En raison de son opposition au gouvernement, celui-ci lui retire son poste de professeur et sa pension. Nees von Esenbeck meurt dans une très grande pauvreté.
Il est le frère de Theodor Friedrich Ludwig Nees von Esenbeck (1787-1837), botaniste et pharmacologiste allemand.

### Source
- Vidal Stefan, 2005. The history of Hymenopteran parasitoid research in Germany, Biological Control, 32 : 25-33.  (ISSN 1049-9644)